# Basil Thompson
Basil Clement Thompson (ur. 24 listopada 1934 w Rangunie, zm. 13 marca 2011 w Deer Park) – birmański pięściarz. Reprezentant kraju podczas igrzysk olimpijskich w 1952 w Helsinkach. Na igrzyskach wziął udział w turnieju w wadze muszej. W pierwszej rundzie przegrał przez nokaut z reprezentantem Filipin Alem Asuncionem.